# Grenseland - Terra di confine
Grenseland - Terra di confine (Grenseland) è una serie televisiva noir norvegese che coinvolge un ufficiale di polizia in visita nella sua città natale, dove indaga sull'apparente suicidio di un uomo del posto. La serie è stata trasmessa dal 2 novembre al 14 dicembre 2017 in Norvegia su TV 2 ed è stata rilasciata a livello internazionale su Netflix il 6 marzo 2018.

## Trama
Nikolai, un agente di polizia (omosessuale non dichiarato e fidanzato con un giovane avvocato), indaga sul presunto suicidio di un uomo del luogo di nome Tommy ma la sua co-investigatrice, Anniken, sospetta che le indagini possano essere viziate. Nikolai inquina le prove sul caso per proteggere suo fratello ma in seguito scopre la verità dietro la morte di Tommy.

## Episodi
| Stagione       | Episodi | Prima TV Norvegia | Pubblicazione Italia |
| -------------- | ------- | ----------------- | -------------------- |
| Prima stagione | 8       | 2017              | 2018                 |

## Accoglienza

### Critica
Erik Adams di AV Club ha definito la serie "eccellente". Meghan O'Keefe di Decider ha elogiato l'opera definendo l'atmosfera come "oscura e suggestiva come lo Scandi-noir, ma anche elegantemente bella ed estremamente tesa".